# 乔塔尔
乔塔尔，是匈牙利佐洛州所辖的一个村，总面积7.79平方公里，总人口563，人口密度72.3人/平方公里（2010年1月1日）。